# U.D.O.
Az U.D.O. egy német heavy metal zenekar, amelyet az Acceptből ismert Udo Dirkschneider alapított 1987-ben, Solingenben. Első nagylemezüket abban az évben jelentették meg.

## Diszkográfia

### Stúdióalbumok
- Animal House (1987)
- Mean Machine (1989)
- Faceless World (1990)
- Timebomb (1991)
- Solid (1997)
- No Limits (1998)
- Holy (1999)
- Man and Machine (2002)
- Thunderball (2004)
- Mission No. X (2005)
- Mastercutor (2007)
- Dominator (2009)
- Rev-Raptor (2011)
- Steelhammer (2013)
- Decadent (2015)
- Steelfactory (2018)
- Game Over (2021)
- Touchdown (2023)